# Cheilanthes hirta
Cheilanthes hirta är en kantbräkenväxtart som beskrevs av Olof Peter Swartz. Cheilanthes hirta ingår i släktet Cheilanthes och familjen Pteridaceae.

## Underarter
Arten delas in i följande underarter:
- C. h. laxa
- C. h. waterbergensis
- C. h. brevipilosa
- C. h. hyaloglandulosa
- C. h. inferacampestris
- C. h. nemorosa
- C. h. watermeyeri

## Bildgalleri

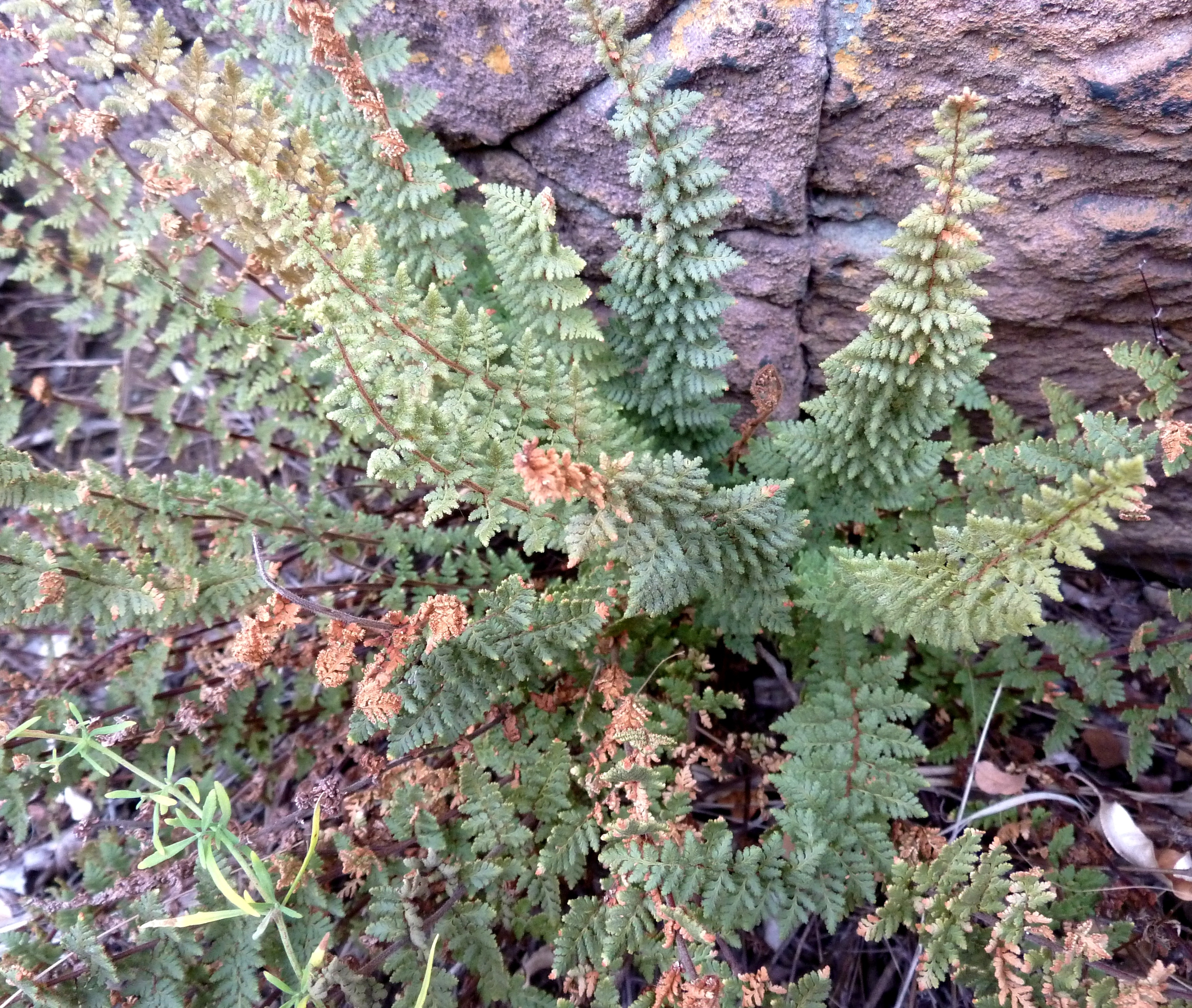
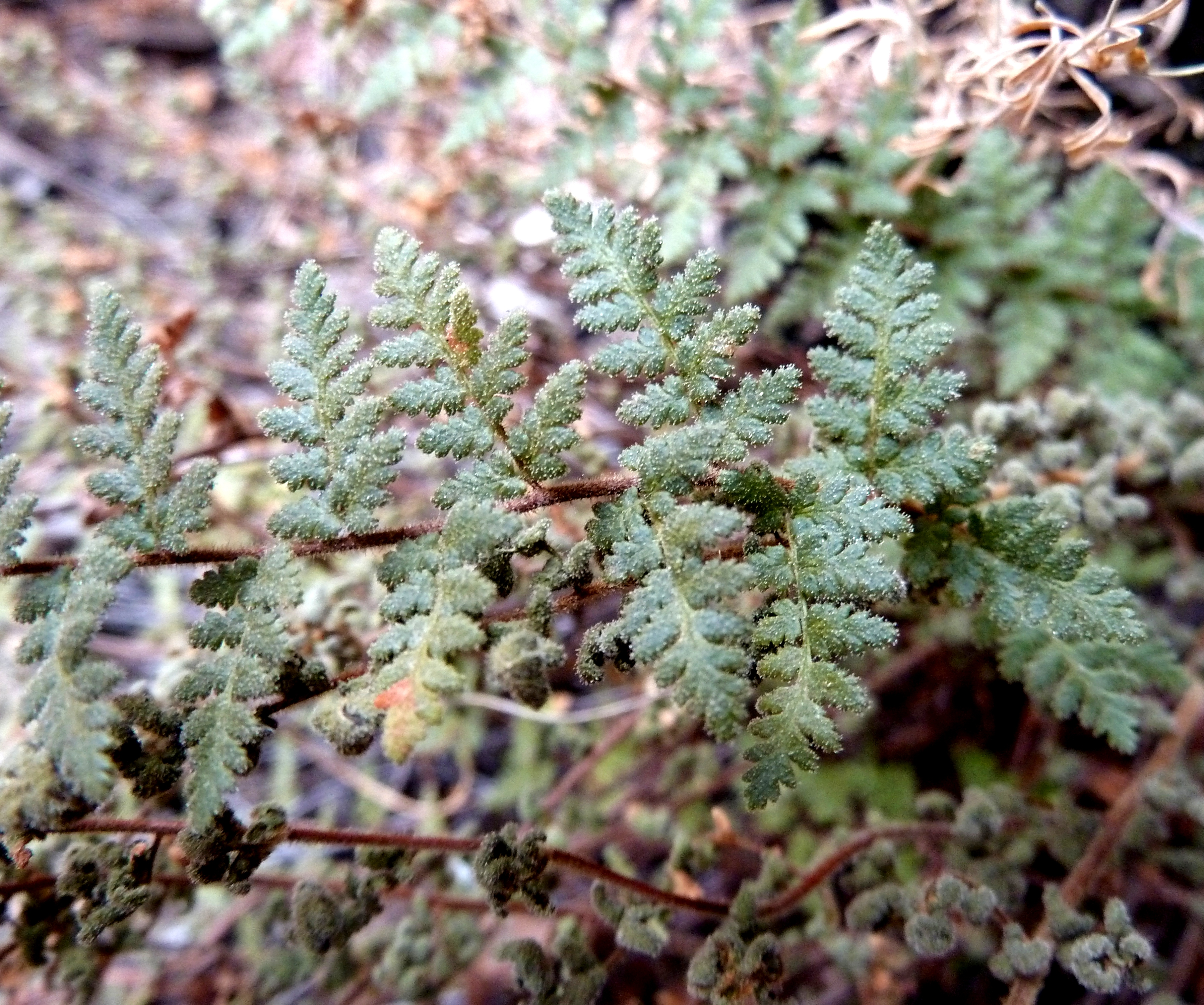